# Lopățica
Lopățica è un comune della Moldavia situato nel distretto di Cahul di 755 abitanti al censimento del 2004.